# 이타무라 마오
이타무라 마오(일본어: 板村 真央, 2006년 8월 6일 ~ )는 일본의 여자 축구 선수이다.

## 구단 경력
2025년 페예노르트에 입단하였다.

## 국가대표팀 경력
그녀는 2022년 FIFA U-17 여자 월드컵에 참가할 일본 U-17 국가대표팀에 발탁되었으며, 2경기에 출전, 1득점을 넣었다. 2024년 FIFA U-20 여자 월드컵에 참가할 일본 U-20 국가대표팀에 발탁되었다. 1경기에 출전, 준우승.